# Victoria Della Peruta
Victoria Marie Della Peruta (Cumming, 21 marzo 2004) è una calciatrice statunitense naturalizzata italiana, attaccante della Fiorentina.

## Biografia
Nata da padre statunitense e madre italo-statunitense, suo nonno materno è di Napoli e sua nonna materna è di Pescara. Ha una sorella di due anni più grande, Talia, anche lei calciatrice e compagna di squadra sia in ambiente universitario sia poi alla Sampdoria.
Ha dichiarato di avere una forte fede religiosa.

## Carriera

### Club
Victoria Della Peruta nasce e cresce calcisticamente negli Stati Uniti d'America, dove, presso la squadra femminile del liceo di West Forsyth di Atlanta, il Tophat Soccer Club, si mette in mostra con 91 gol in tre stagioni.
Frequenta poi l'università del North Carolina, entrando a far parte della squadra universitaria dal nome Tar Heels fino al gennaio 2022, quando viene acquistata dal Pomigliano, effettuando 9 presenze nella Serie A italiana e realizzando 4 reti, di cui la prima al debutto, il 22 gennaio contro l'Empoli (vinta 1-2 dalle pomiglianesi).
Nell'estate seguente ritorna negli Stati Uniti per proseguire gli studi, aggregandosi nuovamente alla squadra universitaria e militandovi fino al gennaio 2024, quando, insieme alla sorella Talia, passa in forze alla Sampdoria, ritornando così in Italia dopo quasi due anni. Con le blucerchiate disputa 11 incontri e realizza 8 reti, fra cui una quaterna contro il Pomigliano, sua ex squadra. Il 26 luglio 2024 viene acquistata dalla Roma, rimanendo tuttavia in prestito in Liguria per un ulteriore anno.
Il 4 febbraio 2025 viene acquistata a titolo definitivo dalla Fiorentina.

### Nazionale
Nel febbraio 2022 viene convocata dal tecnico Enrico Sbardella in nazionale under-19, con cui si mette in luce al Torneo La Nucia del febbraio 2023. Sigla inoltre, nell'aprile seguente, una doppietta nella gara di qualificazione al campionato europeo contro le pari età della Grecia (4-0 finale).
Dal 2023 è anche convocata con la selezione under-23.
Nel maggio 2024 viene convocata in nazionale maggiore dal c.t. Andrea Soncin, in vista di uno stage a Tirrenia per le gare di qualificazione al campionato europeo 2025, non risultando poi nella lista finale.

## Statistiche
Statistiche aggiornate al 10 maggio 2025.
| Stagione          | Squadra           | Campionato        | Campionato | Campionato | Coppe nazionali | Coppe nazionali | Coppe nazionali | Coppe continentali | Coppe continentali | Coppe continentali | Altre coppe | Altre coppe | Altre coppe | Totale | Totale |
| Stagione          | Squadra           | Comp              | Pres       | Reti       | Comp            | Pres            | Reti            | Comp               | Pres               | Reti               | Comp        | Pres        | Reti        | Pres   | Reti   |
| ----------------- | ----------------- | ----------------- | ---------- | ---------- | --------------- | --------------- | --------------- | ------------------ | ------------------ | ------------------ | ----------- | ----------- | ----------- | ------ | ------ |
| gen.-giu. 2022    | Pomigliano        | A                 | 9          | 4          | CI              | 0               | 0               | -                  | -                  | -                  | -           | -           | -           | 9      | 4      |
| gen.-giu. 2024    | Sampdoria         | A                 | 11         | 8          | CI              | 2               | 0               | -                  | -                  | -                  | -           | -           | -           | 13     | 8      |
| 2024-feb. 2025    | Sampdoria         | A                 | 16         | 1          | CI              | 1               | 0               | -                  | -                  | -                  | -           | -           | -           | 17     | 1      |
| Totale Sampdoria  | Totale Sampdoria  | Totale Sampdoria  | 27         | 9          | -               | 3               | 0               | -                  | -                  | -                  | -           | -           | -           | 30     | 9      |
| feb.-giu. 2025    | Fiorentina        | A                 | 8          | 0          | CI              | 1               | 0               | -                  | -                  | -                  | -           | -           | -           | 9      | 0      |
| 2025-2026         | Fiorentina        | A                 | -          | -          | CI              | -               | -               | -                  | -                  | -                  | AWC         | -           | -           | -      | -      |
| Totale Fiorentina | Totale Fiorentina | Totale Fiorentina | 8          | 0          | -               | 1               | 0               | -                  | -                  | -                  | -           | -           | -           | 9      | 0      |
| Totale carriera   | Totale carriera   | Totale carriera   | 44+        | 13+        | -               | 4+              | 0+              | -                  | -                  | -                  | -           | -           | -           | 48+    | 13+    |